# Chaldaoi
Die Chaldaoi, Chaldaioi (griechisch Χαλδαῖοι, Chaldaĩoi), Chaldoi (gr. Χάλδοι, Cháldoi) oder Chalder waren ein antikes Volk im nördlichen Anatolien und Armenien. Hekataios von Milet (um 500 v. Chr.), überliefert durch Stephanos von Byzanz kennt am Van-See Chaldaoi und nennt die Landschaft Chaldia. Xenophon beschreibt in der Anabasis 401/400 v. Chr. Armenier, Karduchoi, Chaldaoi und Taochoi unter persischer Herrschaft.

## Gleichsetzungen
Bereits Waldemar Belck hatte die heute unter dem Namen Urartu bekannte Kultur den „pontischen Chaldäern“ zugewiesen. Carl Friedrich Lehmann-Haupt führte den Begriff Chalder ein. Er nahm zum Beispiel an, dass die Felsinschrift von Kaisaran, die keinen Königsnamen nennt, aus der Zeit nach dem Ende des urartäischen Reiches stamme. In der Folge spricht auch Belck von Urartu als dem „Land der Chalder“. Christopher Tuplin  erwägt eine Gleichsetzung der Chaldaoi des Xenophon mit den Verehrern des Gottes Ḫaldi.
Friedrich Wilhelm König benannte die urartäische Sprache als chaldisch: „Kein Volk und kein Stamm, nur eine Dynastie ist die Trägerin dieser Sprache; nach der überragenden Stellung ihres Hauptgottes Chaldi, den wir nur in dieser Dynastie nachweisen können, nenne ich die Amts- und Kultursprache dieser Dynastie chaldisch.“ Die Ansicht Königs wurde von mehreren Autoren kritisiert.
Die Namensgleichheit mit den Chaldäern Südmesopotamiens ist vermutlich zufällig.